# Мартирес (департамент)
Департамент Мартирес  (исп. Departamento de Mártires) — департамент в Аргентине в составе провинции Чубут.
Территория — 15445 км². Население — 778 человек. Плотность населения — 0,05 чел./км².
Административный центр — Лас-Плумас.

## География
Департамент расположен в центральной части провинции Чубут.
Департамент граничит:
- на севере — с департаментом Тельсен
- на востоке — с департаментами Гайман, Флорентино-Амегино
- на юге — с департаментом Эскаланте
- на западе — с департаментами Пасо-де-Индиос, Гастре

## Административное деление
Департамент включает 1 муниципалитет:
- Лас-Плумас

## Важнейшие населенные пункты[3]
| № | Населённый пункт | Населённый пункт (исп.) | Категория | Население чел. (2010) | На карте                        |
| - | ---------------- | ----------------------- | --------- | --------------------- | ------------------------------- |
| 1 | Лас-Плумас       | Las Plumas              | поселок   | 480                   | 43°43′16″ ю. ш. 67°16′57″ з. д. |
| 2 | Эль-Мирасоль     | El Mirasol              | поселок   | 57                    | 43°17′03″ ю. ш. 67°45′39″ з. д. |